# Crowborough
Crowborough je město ve Velké Británii v hrabství Východní Sussex, kde na rozloze 13,6 km² žije 20 553 obyvatel (odhad 2008).

## Partnerská města
- Montargis, Francie
- Horwich, Greater Manchester, Anglie